# Saint-Colomban (Loira Atlántico)
 Saint-Colomban  es una población y comuna francesa, situada en la región de Países del Loira, departamento de Loira Atlántico, en el distrito de Nantes y cantón de Saint-Philbert-de-Grand-Lieu.

## Demografía
| 1642 | 1657 | 1625 | 1817 | 1889 | 2027 |
| Para los censos de 1962 a 1999 la población legal corresponde a la población sin duplicidades (Fuente: INSEE [Consultar]) |      |      |      |      |      |